# منتخب إسبانيا تحت 18 سنة لكرة السلة
منتخب إسبانيا تحت 18 سنة لكرة السلة (بالإسبانية: Selección de baloncesto sub-18 de España)‏ هو ممثل إسبانيا الرسمي في المنافسات الدولية في كرة السلة
.